# Colicăuți, Briceni
Colicăuți este satul de reședință al comunei cu același nume  din raionul Briceni, Republica Moldova.

## Istorie
În 1930 se afla în plasa Briceni, județul Hotin.
Prima atestare documentară a satului Colicăuți datează din iulie 1575. În vechime satul s-a numit „Culiceni”.
Sătenii se ocupau cu agricultura cultivând grâu, secară, orz, ovăs, vița de vie, țineau vite, pescuiau, vânau, se ocupau cu diferite meșteșuguri.
În 1940 pe teritoriul satului se instaurează puterea sovietică. În noiembrie 1940  în sat erau  înregistrați 2738 de locuitori, inclusiv 2639 de moldoveni.
În 1948 au fost formate 2 gospodării colective: „Budionâi” și „Novâi puti” după care în 1950 s-au unit cu gospodăria colectivă „Lenin” din Trebisăuți.

## Populație
La recensământul din anul 2004, populația satului constituia 2486 de oameni, dintre care 47.30% - bărbați și 52.70% - femei. Structura etnică a populației în cadrul satului arăta astfel: 97.35% - moldoveni, 1.17% - ucraineni, 1.21% - ruși, 0.00% - găgăuzi, 0.08% - bulgari, 0.20% - alte etnii. Conform datelor recensământului din anul 2004, populația la nivelul comunei Colicăuți constituie 3008 de oameni, 47.57% fiind bărbați iar 52.43% femei. Compoziția etnică a populația comunei arată în felul următor: 87.10% - moldoveni, 11.10% - ucraineni, 1.56% - ruși, 0.00% - găgăuzi, 0.07% - bulgari, 0.17% - alte etnii. În comuna Colicăuți au fost înregistrate 1177 de gospodării casnice în anul 2004, iar mărimea medie a unei gospodării era de 2.6 persoane.

## Geografie
Colicăuți este un sat și comună din raionul Briceni. Satul are o suprafață de circa 2.91 kilometri pătrați, cu un perimetru de 7.23 km. Comuna Colicăuți are o suprafață totală de 42.89 kilometri pătrați, fiind cuprinsă într-un perimetru de 39.81 km. Din componența comunei fac parte 2 localități: Colicăuți și Trestieni. Suprafața totală a localităților din cadrul comunei alcătuiește aproximativ 3.70 kilometri pătrați. Satul este situat la o distanță de 7 km de orașul Briceni.

## Demografie

### Structura etnică
Structura etnică a satului conform recensământului populației din 2004:
| Grup etnic         | Populație | % Procentaj |
| ------------------ | --------- | ----------- |
| Moldoveni / Români | 2.420     | 97,34%      |
| Ruși               | 30        | 1,21%       |
| Ucraineni          | 29        | 1,17%       |
| Bulgari            | 2         | 0,08%       |
| Alții              | 5         | 0,2%        |
| Total              | 2.486     | 100%        |

## Personalitati
- Ala Popescu
- Adrian Lebedinschi
- Ilie Lupu
- Victor Ladaniuc